# Estinnes
Estinnes (in vallone L'Estene) è un comune belga di 7 408 abitanti, situato nella provincia vallona dell'Hainaut.